# Surzur
Surzur (bret. Surzhur) – miejscowość i gmina we Francji, w regionie Bretania, w departamencie Morbihan.
Według danych na rok 1990 gminę zamieszkiwało 2081 osób, a gęstość zaludnienia wynosiła 36 osób/km² (wśród 1269 gmin Bretanii Surzur plasuje się na 296. miejscu pod względem liczby ludności, natomiast pod względem powierzchni na miejscu 48.).